# Ludovic Lepic et ses filles
Ludovic Lepic et ses filles – ou Le Comte Lepic et ses filles – est un tableau réalisé par le peintre français Edgar Degas vers 1871. Cette huile sur toile est un portrait de famille qui représente le comte Ludovic-Napoléon Lepic entouré de ses deux fillettes, Eylau et Janine. L'œuvre est conservée depuis 1960 à la Fondation et Collection Emil G. Bührle, à Zurich, en Suisse. Volée le 10 février 2008, elle a été retrouvée en Serbie au bout de quelques années.